# Иво Прокопиев
Иво Георгиев Прокопиев е български бизнесмен и общественик.
Роден през 1971 година в Разград, той получава икономическо образование в Университета за национално и световно стопанство. През 1993 година става главен редактор на новосъздадения седмичник „Капитал“, който става основа на медийната група „Икономедиа“, издавала също всекидневника „Дневник“ и наследилия го „Капитал Дейли“. Малко по-късно започва да извършва и консултантска дейност в областта на финансите, а през 1999 година създава „Алфа Финанс Холдинг“, който развива значителна дейност в областите на финансовите услуги и недвижимите имоти, включително в няколко страни в Югоизточна Европа.
Прокопиев развива и обществена дейност, включвайки се активно в няколко бизнес организации, а през 2006 – 2010 година оглавява най-голямата от тях по това време – Конфедерацията на работодателите и индустриалците в България. В тази роля той участва в разговори, провеждани от Бойко Борисов преди съставянето на първото му правителство през 2009 година. По това време Прокопиев влиза в тежък конфликт с бизнесмена Цветан Василев и политика Делян Пеевски, като през следващите години свързани с Пеевски медии и политици отпавят постоянни лични нападки срещу него. През 2010 – 2019 година той е почетен консул на Канада в България.

## Биография
Иво Прокопиев е роден на 10 юли 1971 г. в Разград. Завършва Математическата гимназия в Габрово, а по-късно и специалност „Финанси“ в Университета за национално и световно стопанство. Има и диплома за Executive MBA от INSEAD (Institut Européen d'Administration des Affaires), Сингапур.

## Бизнес
Иво Прокопиев е съосновател и инвеститор в две големи бизнес групи – „Алфа Финанс Холдинг“ АД и издателската група „Икономедиа“ АД.
„Алфа Финанс Холдинг“ АД е българска финансова, инвестиционна и икономическа група, действаща в областите инвестиране, управление, преструктуриране, развитие и продажба на различни компании и дружества. Групата предлага услуги в секторите индустрия, финанси и банково дело, енергетика, недвижими имоти, логистика, инфраструктура, телекомуникации и IT. „Алфа Финанс Холдинг“ АД участва в успешното реализиране на инвестиционни проекти и управление на дейности в страни от Европейския съюз, Македония, Сърбия, Турция и Украйна, както и в Югоизточна Азия. През годините активите под управление на групата са достигали над 2 милиарда лева, а служителите са били над 3400.
Групата развива основни бизнес направления в сферата на финансовите услуги (Финансиа груп), недвижимите имоти (Лендмарк Холдингс) и възобновяемата и чиста енергия (Соларпро Холдинг). В допълнение на основните бизнес линии АФХ инвестира във високи технологии и в перспективни индустриални и инфраструктурни проекти.
„Икономедиа“ АД е издателска група за бизнес медии в България. Иво Прокопиев е съосновател на издателството през 1993 г. и е първият редактор на основния ѝ вестник „Капитал“ в продължение на седем години. Медийната група притежава повече от десет издания, сред които седмичникът „Капитал“ и новинарският уебсайт Dnevnik.bg.
2003 – 2005 година е период на възход за бизнеса на Иво Прокопиев. Фирмата на Прокопиев „Булброкърс“ става посредник и консултант в редица приватизационни сделки: „Булброкърс“, заедно с „Морган Стенли“, съветва кабинета за приватизацията на „Булгартабак“. Консултант е при продажбата на ТЕЦ-овете „Русе“, „Варна“ и „Бобов дол“, както и в приватизацията на седемте електроразпределителни дружества, продадени на ЧЕЗ, ЕВН и ЕОН. В някои медии се твърди, че това се случва с подкрепата на Лидия Шулева, която е роднина на съдружника му Иван Ненков, и по това време е вицепремиер, но доказателства за тези твърдения липсват и те остават в сферата на спекулациите.
През 2003 г. „Булброкърс“ участва като мениджър или комениджьр при предлагането на дялове от: „Булгартабак“ – 12,8%, ДЗИ – 20%, „Проучване и добив на нефт и газ“. „Булброкърс“ в консорциум с гръцката ОББ и Национална банка на Гърция печели поръчката за т.нар. пул „Мечта“. В него са групирани най-добрите части от държавните предприятия, които да се пуснат на Българската фондова борса.
„Булброкърс“ консултира държавата при продажбата на остатъчния дял от 35% от акциите на БТК на борсата, а по-късно, през 2005-а, в Управителния съвет на БТК влиза и изпълнителният директор на „Булброкърс“ Иван Ненков. По поръчка на Министерството на транспорта през декември 2000 г. „Булброкърс“ изготвя стратегия за приватизация на „Параходство български морски флот“ и „Българско речно плаване“ (БРП). През юни 2005 г., „Каолин“ печели конкурса за приватизация на 70% от БРП.
През 2006 г. бизнесът на Иво Прокопиев се отъждествява с „Алфа Финанс Холдинг“, дейността на който е в три основни направления: финансови услуги чрез „Булброкърс“, недвижими имоти чрез „Алфа дивелопмънтс“ и индустриални минерали чрез „Каолин“. По линия на „Алфа дивелопмънтс“ Прокопиев работи по общи проекти с Росен Плевнелиев, който по това време е представител на германската строителна компания „Линднер“, построила „Бизнес парк София“. Когато „Линднер“ продава бизнес парка на инвестиционния фонд „Грамърси имърджинг маркетс“ (Gramercy Emerging Markets Fund) за 180 милиона евро, управлението на бизнес парка е поверено на „Алфа дивелопмънтс“ на Иво Прокопиев, а негов управител става управителят на дружеството на Иво Прокопиев – Елица Панайотова.
През 2008 г. Алфа дивелопмънтс купува 75% от компанията „Лендмарк“, което включва 23 имота. Също през 2008 г. Иво Прокопиев стартира нова телевизия – RE:TV. За начинанието му помагат други двама от основателите на „Глобална България“ – директорът на Центъра за либерални стратегии Иван Кръстев и бившият прокурист на СИБанк Светослав Божилов. Основни функции в телевизията изпълняват бившият шеф на пресцентъра на СДС Асен Григоров, бившата шефка на новините на БНТ по времето на мандата на Лили Попова – Мирослава Нейнска, както и други журналисти.
През декември 2012 г. Алфа Банк за малко да стане собственик на „Икономедиа“, която Иво Прокопиев е заложил срещу кредит. Точно в деня, в който Иво Прокопиев погасява изцяло дълга си към Алфа банк – 21 декември 2012 г., Българо-американската кредитна банка на Цветелина Бориславова предоставя на „Ам рисърч“ (дъщерно дружество на „Алфа финанс холдинг“) кредит в размер на 3 350 000 евро, което повдига съмнения, че дългът към „Алфа банк“ е платен с тези пари, но това твърдение е публично отхвърлено от акционерите в издателството, като се посочва, че те са единствените му кредитори.

## В медиите
През годините изданията на „Икономедиа“ демонстрират опозиционно отношение към всяка власт, с което си навличат гнева на голяма част от политическия елит. Голяма част от журналистическите разследвания на вестник „Капитал“ уличават в различни нарушения и престъпления бивши и действащи политици, което неминуемо се отразява на издателя му. Отделно обществените постове, които Иво Прокопиев заема, го правят удобна мишена за медийни атаки.
През 2000 г. Алфа Финанс Холдинг АД приватизира „Каолин“ АД. През 2001 г. започва съдебно дело в Разград, заради съмнения за злоупотреби при приватизацията. Сред шестимата, обвинени за престъпления по служба, свързани с приватизацията на завода, са Иво и Александър Прокопиеви. След две години обвиняемите са оправдани окончателно във Върховния касационен съд, като в свои интервюта Иво Прокопиев посочва, че това дело е лично отмъщение на тогавашния главен прокурор Никола Филчев, заради журналистически разследване на вестник „Капитал“, което уличава неговия брат в незаконна търговия с антики.
През 2005 г. трима от членовете на „Глобална България“ – Цветелина Бориславова, Иван Кръстев и Светослав Божилов създават „Типинг пойнт“ заедно с Александър Божков. След като Божков заболява от рак, неговото място заема Иво Прокопиев. Според някои източници, именно чрез лобирането на „Типинг пойнт“ в кабинета на Бойко Борисов през 2009 г. попадат четирима министри – Росен Плевнелиев, Николай Младенов, Трайчо Трайков и Симеон Дянков, а опитите на „Типинг пойнт“ за политическо инженерство днес са подпомагани от Росен Плевнелиев. Това твърдение е повод за задочна размяна на реплики между премиера Бойко Борисов и Иво Прокопиев, чрез медиите през късната есен на 2016 г., но впоследствие премиерът Борисов посочва, че това не отговаря на истината и всички предложения за министри са дошли по линия на преговори между бизнес организациите, най-голямата от които е КРИБ, и синдикатите.
След напускането на България през 2010 г., Прокопиев се оттегля от органите за оперативното управление на „Икономедиа“ и продава активите си в „Летище Пловдив“ АД (2010 г.), телекомуникационната компания „Спектър нет“ (2010 г.), мола „Търговски парк Пловдив“ (2011 г.), „Каолин“ АД (2012 г.), както и ред недвижими имоти в страната и чужбина.
В края на 2009 г. Съюзът на издателите в България, на който Иво Прокопиев е заместник-председател тогава, изпраща писмо до Министерство на финансите с искане за разкриване на информация в кои банки държавните предприятия държат парите си. От тази информация става ясно, че фалиралата вече Корпоративна търговска банка е предпочитаната от тях банкова институция и в продължение на няколко години изданията на „Икономедиа“ публикуват множество разследвания по темата. От тях става ясно, че голяма част от парите на вложителите в КТБ са използвани за масово изкупуване на медии от компании собственост или свързани с Делян Пеевски, както и за политически инженеринг от страна на мажоритарния акционер в банката Цветан Василев. Тези разследвания превръщат Иво Прокопиев в основна мишена на медийната група около Делян Пеевски и Цветан Василев. От 2009 г. за него непрекъснато се публикуват очернящи материали и разследвания. Като следствие на това Иво Прокопиев завежда редица съдебни дела за вреди и клевети. За публикуване на неверни твърдения са осъдени вестниците „Телеграф“, „Политика“, „Всеки ден“, „Монитор“, „Уикенд“, сайтовете „Би Нюз“ и ПИК, както и техните издатели Николай Бареков и Недялко Недялков. Осъден за разпространение на клевети и обиди е и един от основните говорители на атаките срещу Прокопиев – председателят на ПК „Екогласност“ Емил Георгиев.
През 2021 г. председателят на ДПС Мустафа Карадайъ в свое обръщение към Христо Иванов от Демократична България определя Прокопиев като „олигарх и символ на задкулисието“.

## Обществена дейност
През годините на преход в България (след 1989 г.) Иво Прокопиев участва в множество ключови реформи и проекти както в публичния, така и в частния сектор. Като член на Икономическия съвет на президента Петър Стоянов през 1996 – 1997 г. той участва във въвеждането на валутния борд и реструктурирането на банковия сектор. Като председател на Надзорния Съвет на Националния социално-осигурителен институт през 2004 – 2005 като представител на работодателите, той е част от екипа, изготвил стратегията за пенсионна реформа в България. Като заместник-председател на Съюза на издателите в България през 2005 – 06 г. Иво Прокопиев има ключова роля в създаването и популяризирането на Етичния кодекс на българските медии и установяването на саморегулаторни органи в сектора на печатните медии.
През 2002 г. Иво Прокопиев става един от учредителите на Сдружение „Инициатива Глобална България“, заедно с Цветелина Бориславова, която по това време е председател на надзорния съвет на СИБанк; Светослав Божилов, акционер в СИБанк; Франк Бауер, изпълнителен директор на Българо-американския инвестиционен фонд, Красимир Гергов, шеф на рекламна агенция „Крес“, Венелина Гочева, главен редактор на в. „24 часа“, Иван Кръстев, директор на Центъра за либерални стратегии, Левон Хампарцумян, директор на Булбанк, шефа на bTV Алън Парсънс, Красен Станчев, директор на Института за пазарна икономика, Сашо Дончев, шеф на „Овергаз“, Валентин Златев, шеф на „ЛУКойл“, Огнян Шентов, основател и шеф на Центъра за изследване на демокрацията, Стефан Попов, председател на „Отворено общество България“.
Иво Прокопиев играе важна роля в обединяването на двете водещи бизнес асоциации – на чуждестранните инвеститори и местни предприемачи, в една силна конфедерация КРИБ (Конфедерация на работодателите и индустриалците в България). Между 2006 и 2010 г. е избран за председател на КРИБ. Конфедерацията представлява над 9000 икономически субекта и 45 клонови камари. Членовете на КРИБ генерират над 2/3 от БВП на България и осигуряват над 700 000 работни места.
През годините Прокопиев е представлявал България в различни международни съвети. Той е бивш член на Борда на Световната асоциация на вестниците и медийните издатели (WAN-IFRA), на Борда на Европейската асоциация на издателите на вестници (ENPA) и на Международния Съвет на „УниКредит“. Иво Прокопиев е почетен консул на Канада в България, както и бивш Член на Съвета на настоятелите на Софийския университет. Той и участва в управителните органи на множество други неправителствени организации.

## Семейство
Женен е за Галя Прокопиева, с която имат 4 деца.
През 2010 г. заминава да живее в Азия със семейството си., а от средата на 2013 г. отново се връщат в България.

## Съдебни дела
На 7.5.2024 Иво Прокопиев осъжда прокуратурата да му заплати 91 000 лв.. За сметка на държавното обвинение са и 1804 лв. съдебни разноски. Иво Прокопиев беше обвинен, че в края на март 2010 г. се е изказал в полза на продажбата на миноритарния дял в EVN пред Националния съвет за тристранно сътрудничество (НСТС). Така той подпомогнал тогавашния вицепремиер и финансов министър Симеон Дянков да извърши длъжностно престъпление. След оправдателната присъда Прокопиев завежда дело срещу прокуратурата по Закона за отговорността на държавата. Той претендираше за 100 000 лв. за морални вреди (твърди, че е опозорен), но съдия Стефан Кюркчиев определя, че справедливото обезщетение е 25 000 лв. Отделно са присъдени и 66 000 лв. за имуществени вреди(сумата платена от Прокопиев за адвокатски хонорари)